# Generalstreik
Ein Generalstreik ist eine Streikaktion der gesamten, wenigstens bedeutender Teile der Arbeiterschaft, bei Unterstützung durch weitere Teile der Bevölkerung, mit dem Ziel einer kurz- oder längerfristigen Lahmlegung des Wirtschaftslebens, um auf politische Entscheidung einzuwirken. Gegen Ende des 19. Jahrhunderts favorisierte die anwachsende internationale Arbeiterbewegung den Generalstreik für die Durchsetzung ökonomischer oder politischer Ziele. Anfang 1886 rief die nordamerikanische Arbeiterbewegung zur Durchsetzung des Achtstundentags zum Generalstreik am 1. Mai auf. Der Streik wurde blutig niedergeschlagen. Die 1889 in Paris gegründete Zweite Internationale rief zum  Gedenken an die damaligen Opfer des Haymarket Riot den 1. Mai zum „Kampftag der Arbeiterbewegung“ aus. Am 1. Mai 1890 wurde zum ersten Mal dieser „Protest- und Gedenktag“ mit Massenstreiks und Massendemonstrationen in der ganzen Welt begangen.

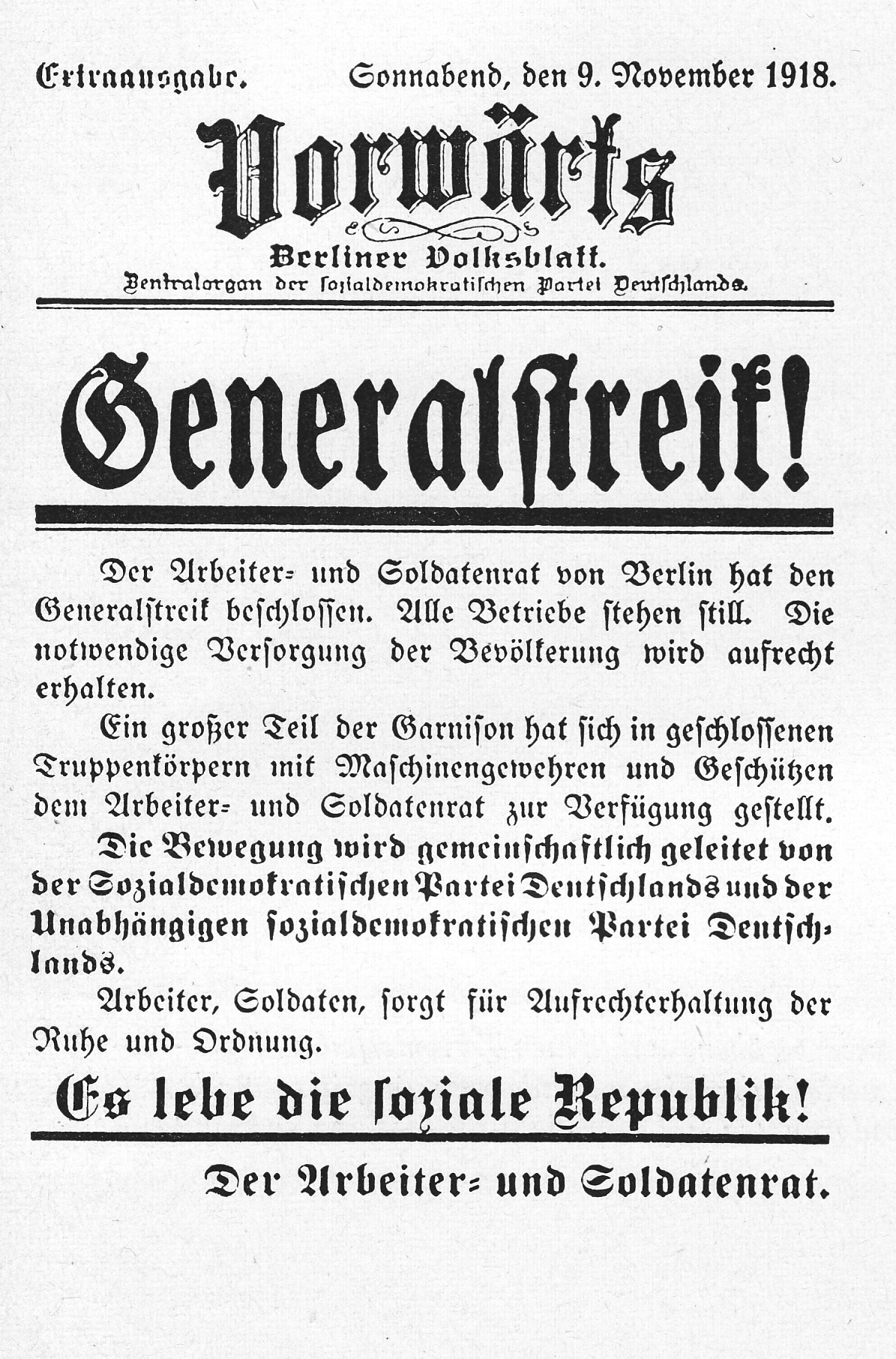
Extra-Ausgabe des Vorwärts vom 9. November 1918

Grundsätzlich lassen sich zwei Kategorien unterscheiden:
- der reformistische Generalstreik: Hier kann man zwischen dem politischem und ökonomischem Generalstreik unterscheiden. Häufig bilden schwerwiegende ökonomische Ungerechtigkeiten oder soziale Unruhen die auslösenden Motive für einen Generalstreik. Neben ökonomischen Ursachen kann ein Generalstreik auch politische Ursachen haben, wie zum Beispiel im März 1920 beim Kapp-Putsch in der Weimarer Republik, wo der Generalstreik schließlich mit zur Niederschlagung des Militärputsches beitrug.
- der revolutionäre Generalstreik: Hier reichen die Konzepte vom radikalen Generalstreik, über den anarchistischen und syndikalistischen Generalstreik bis hin zum sozialistischen Massenstreik.[3] (Für eine besonders radikale Form des individuellen revolutionären Generalstreiks plädierte 1929 der Gründer der Bruderschaft der Vagabunden Gregor Gog [1891–1945] mit seiner Forderung: „Generalstreik das Leben lang! Lebenslänglich Generalstreik!“[4])

Generalstreiks sind wegen ihrer umfassenden Unterbrechung des Alltags überaus wirksam. Unterschiedliche Bereiche des öffentlichen Lebens (Verkehr, Post, Ver- und Entsorgung) kommen zum Erliegen. Meist können Arbeitswillige aufgrund einer gewerkschaftlichen Organisation am Streikbruch gehindert werden. Wenn der Generalstreik von den Gewerkschaften organisiert wird, setzt er ein hohes organisatorisches Niveau der Gewerkschaften voraus.
Ziel zahlreicher sozialdemokratischer, sozialistischer und anderer linker Bewegungen war es, durch eine organisierte Lähmung die „sanfte Revolution“ des Landes durchzuführen. Wenn Staat und Verwaltung infolgedessen ausgeschaltet sind, wären die Arbeiter in der Lage, die Gesellschaft neuen Linien gemäß zu reorganisieren. Diese Philosophie wurde von den Industriearbeitern der anarchosyndikalistischen Gewerkschaften besonders im frühen 20. Jahrhundert bevorzugt.
Vor dem Ersten Weltkrieg gab es innerhalb der Sozialdemokratie und den ihr verbundenen freien Gewerkschaften eine breite Auseinandersetzung über den Sinn und Zweck eines Generalstreiks, die als Massenstreikdebatte bekannt wurde.

## Rechtslage Deutschland
In Deutschland sind politische Streiks, anders als etwa in europäischen Staaten wie Frankreich oder Italien, juristisch nicht vom Streikrecht gedeckt. Daraus könnten sich Schadensersatzansprüche der Wirtschaft gegen die zum Streik aufrufenden Gewerkschaften ergeben, sofern der Streik innerhalb der tarifvertraglichen Friedenspflicht stattfindet oder statt tarifvertraglicher Ziele politische Ziele verfolgen würde.
Ein Generalstreik als arbeitsrechtlicher, auf tarifliche Regelungen gerichteter Streik ist nach deutschem Streikrecht nur dann rechtens, wenn die Gewerkschaften eine tarifvertragliche Regelung für alle Arbeitnehmer aller Wirtschaftszweige anstreben und die Form totaler Arbeitsniederlegung zur Erreichung tarifpolitischer Ziele dem Grundsatz der Verhältnismäßigkeit entspricht.
Entsprechende gerichtliche Entscheidungen basieren auf einem Gutachten von 1952 und führten zu dem Urteil des Bundesarbeitsgerichts aus dem Jahre 1955. Ein ausdrückliches gesetzliches Verbot besteht nicht.
Das Streikrecht wird allerdings im Rahmen mehrerer seitdem geschlossener internationaler Abkommen, der Europäischen Menschenrechtskonvention, dem Übereinkommen der ILO und auch im Rahmen der Rechtsprechung des EGMR weiter ausgelegt. Mangels eines Anlasses haben sich die deutschen Gerichte jedoch noch nicht weiter damit auseinandergesetzt.
Eine Ausnahmeregelung ist einzig dem Art. 20 GG zu entnehmen, der wie folgt lautet: „Gegen jeden, der es unternimmt, diese Ordnung [d. h. die verfassungsmäßige Ordnung, Anm.] zu beseitigen, haben alle Deutschen das Recht zum Widerstand, wenn andere Abhilfe nicht möglich ist.“

## Theorie
Für Michail Bakunin (1814–1876) bedeuten in seinem Artikel Organisation et grève générale (1869) Streiks Etappen auf dem Weg zur sozialen Revolution. Ein Generalstreik könne nur zum Zusammenbruch der bisherigen gesellschaftlichen Ordnung führen. Die Abfolge der Streiks würde die kollektive Kraft des Proletariats stärken, d. h. die Arbeiter seien, wenn es zum Zusammenbruch komme, bereits ausreichend organisiert. Friedrich Engels (1820–1895) hält dem 1873 entgegen:

„Einerseits werden die Regierungen, besonders wenn man sie durch politische Enthaltung ermutigt, weder die Organisation noch die Kasse der Arbeiter je so weit kommen lassen; und andrerseits werden die politischen Ereignisse und die Übergriffe der herrschenden Klassen die Befreiung der Arbeiter zuwege bringen, lange bevor das Proletariat dazu kommt, sich diese ideale Organisation und diesen kolossalen Reservefonds anzuschaffen. Hätte es sie aber, so brauchte es nicht den Umweg des allgemeinen Strikes, um zum Ziele zu gelangen.“

Für Rosa Luxemburg (1871–1919) entspricht diese Argumentation von Engels der Haltung führender Sozialdemokraten, die den Generalstreik als Utopie und Gefährdung der Gewerkschaftsbewegung ansähen. In ihrer Broschüre Massenstreik, Partei und Gewerkschaften von 1906 plädiert Luxemburg angesichts der russischen Revolution für den Generalstreik als Organisation und Schulung der Massen:

„Die festen Organisationen, die als unbedingte Voraussetzung für einen eventuellen Versuch zu einem eventuellen deutschen Massenstreik im voraus wie eine uneinnehmbare Festung umschanzt werden sollen, diese Organisationen werden in Rußland gerade umgekehrt aus dem Massenstreik geboren! Und während die Hüter der deutschen Gewerkschaften am meisten befürchten, daß die Organisationen in einem revolutionären Wirbel wie kostbares Porzellan krachend in Stücke gehen, zeigt uns die russische Revolution das direkt umgekehrte Bild: Aus dem Wirbel und Sturm, aus Feuer und Glut der Massenstreiks, der Straßenkämpfe steigen empor wie die Venus aus dem Meerschaum: frische, junge, kräftige und lebensfrohe – Gewerkschaften.“

Für den Anarchisten Erich Mühsam (1878–1934) kommt den Teilnehmenden eines Generalstreiks, dem stärksten Mittel der politischen Revolution, die Pflicht zu, Vorsorge zu treffen, um im Falle eines politischen Sieges zeigen zu können „ganz unabhängig von den kapitalistischen Gewalten alles Lebensnotwendige“ herbeischaffen zu können:

„Nur wenn das gelingt, kann die Revolution die allgemeine Volkstümlichkeit gewinnen, ohne die sie dem Huf der Gegenrevolution oder der Verfälschung durch eine Machtzentrale erliegen muß.“

In seinem Aufsatz Zur Kritik der Gewalt (1920/21) geht Walter Benjamin (1892–1940) auch auf die Frage des Generalstreiks ein. Er bezieht sich dabei u. a. auf die Ideen von Georges Sorel (1847–1922), der in seiner populären Schrift Réflexions sur la violence (Über die Gewalt, 1908) den Generalstreik als „reinsten Ausdruck“ des Klassenkampfes definiert, als:

„der Mythos, in dem der Sozialismus ganz und gar beschlossen ist: das heisst eine Ordnung von Bildern, die imstande sind, unwillkürlich alle die Gesinnungen heraufzurufen, die den verschiedenen Kundgebungen des Krieges entsprechen, den der Sozialismus gegen die moderne Gesellschaft aufgenommen hat.“

Anders als der politische Streik, bei dem es darum ginge, Konzessionen zu erstreiten und somit Reformen zu erzielen, sei

„aus anarchistischer Sicht der einzig revolutionäre Streik ein Generalstreik [...], bei dem es darum ginge, das System staatlicher Gewalt insgesamt umzuwälzen.“

Die Anarchistin Emma Goldman [1869–1940] kritisiert Sorels Auffassung eines „sozialen Mythos [...], der niemals verwirklicht werden könne“:

„Ich denke, der Generalstreik wird dann verwirklicht, wenn die Arbeiterklasse seinen vollen Wert erkennt – seinen destruktiven sowie auch seinen konstruktiven Wert, was bei vielen Arbeitern in der Welt sich langsam herausbildet.“

Für Benjamin kommt dem Generalstreik eine besondere Bedeutung zu, um neue „Rechtsverhältnisse zu begründen und zu modifizieren“. Er sieht die organisierte Arbeiterschaft als einziges Rechtssubjekt neben dem Staat, dem, mit dem Streikreich, ein Recht auf Gewalt zusteht. Im Generalstreik übe die Arbeiterschaft das ihr zustehende Recht jedoch aus, „um die Rechtsordnung, kraft deren es ih[r] verliehen ist, zu stürzen“. Im Sinne des Staates wäre der Generalstreik Missbrauch und er trete daher der Gewalt des Generalstreiks mit Gewalt entgegen.
Einer der frühen Ideengeber war der französische Priester Jean Meslier (1664–1729), der in seiner Schrift Mémoire des pensées et sentiments de Jean Meslier für eine Selbstermächtigung des gesamten Dritten Standes plädierte. Andere Vorläufer des Generalstreik-Gedankens waren Sylvain Maréchal (1750–1803), Mirabeau (1748–1791) und Constantin François Volney (1757–1820). Die Schriften Volneys fanden auch in England weite Verbreitung.

## Vorläufer des Generalstreiks

### Altertum und Mittelalter
Die Wirtschaftswissenschaftlerin Elsbeth Georgi (1882–1975) macht in ihrer Dissertation Theorie und Praxis des Generalstreiks in der modernen Arbeiterbewegung (1908) verschiedene Vorläufer des Generalstreiks im Altertum und Mittelalter aus. Den Auszug der Plebejer aus Rom im Jahr 494 v. Chr. im Rahmen der Ständekämpfe erwähnt neben Georgi auch Arnold Roller alias Maximilian Nacht (1881–1973) in der zweiten Auflage seiner Schrift Der sociale Generalstreik (1907?) und Eduard Bernstein (1850–1932) in seinem Vortrag Der politische Massenstreik und die politische Lage der Sozialdemokratie in Deutschland (1905) als ein frühes Beispiel.

### Chartismus der 1830er-Jahre
In den 1830er-Jahren taucht der Gedanke eines Universalstreiks bei Vertretern der Reformbewegung der Chartisten vermehrt auf. Rudolf Rocker (1873–1958) schreibt in seinem 1938 erschienenen Buch Anarcho-syndicalism: Theory and Practice, die Idee des Generalstreiks sei zum ersten Mal in William Benbows (1787–1864) Pamphlet Grand National Holiday and Congress of the Productive Classes (1832) ausgearbeitet worden. Max Beer (1886–1965) erläutert in seiner History of British Socialism (1919), dass es wohl keinen Chartisten gegeben habe, der die Schrift nicht gelesen hatte und „alle Debatten über einen Generalstreik und alle Versuche, ihn in jenem Jahrzehnt zu verwirklichen“ auf Benbow zurückzuführen seien. Denker der Chartisten propagierten die Idee, in Anlehnung an Benbow, unter der Bezeichnung einer „heiligen Woche“, im späteren Verlauf eines „heiligen Monats“. Der Historiker John L. Tildsley (1867–1948) schreibt in seiner Dissertation über die Entstehung der Chartisten-Bewegung von 1898, der Reformer Thomas Attwood (1783–1859) hätte auf einer Arbeiterversammlung in Glasgow am 21. Mai 1838 den Grundsatz eines „allgemeinen Streiks“ erstmals öffentlich formuliert.
Im August 1839 sollte es zu einem einen Monat andauernden Generalstreik kommen, da die People's Charter im Unterhaus zuvor nicht angenommen worden war. Doch aufgrund interner Streitigkeiten und unzureichender Planung scheiterte das Vorhaben. Im August 1842 kam es erneut zu einem Massenstreik. Karl Kautsky (1854–1938) nennt ihn 1914 den „großartigste[n] politische[n] Massenstreik der ersten Hälfte des vorigen Jahrhunderts“. Doch auch die Ziele dieses Streiks – Erhöhung der Löhne und Forderung eines demokratischen Wahlrechts – scheiterten an Streitigkeiten innerhalb der heterogenen Streikparteien.

### Auf dem Brüsseler Kongress der Internationalen (1868)
Unmittelbar nach dem Deutschen Krieg von 1866 wurde in der internationalen Arbeiterbewegung, die sich 1864 unter dem Namen „Internationale Arbeiterassoziation“ (IAA) in London konstituiert hatte, die Frage, wie ein erneuter Krieg zu verhindern sei, rege diskutiert. Auf dem dritten Kongress in Brüssel 1868 wurde die Frage auf die Tagesordnung gesetzt. Während Karl Marx (1818–1883) von London aus erklärte, dass „die Arbeiterklasse noch nicht hinlänglich organisirt“ sei, „um irgend ein entschiedenes Gewicht in die Wagschale zu werfen“, votierte der Kongress im Falle eines Kriegsausbruchs für einen Militärstreik und Einstellung der Produktion der für die Kriegführung nothwendigen Erzeugnisse. Diese Idee folgte u. a. einem Vorschlag des Belgiers César De Paepe (1841–1890), der den „Strike der Völker gegen den Krieg“ propagierte. Marx hielt diese Idee hingegen für „belgischen Blödsinn“.
In den folgenden Jahren nahmen die Spannung zwischen den verschiedenen Lagern in der Arbeiterbewegung zu. 1872 kam es auf dem Kongress in Den Haag zum Bruch zwischen dem marxistischen Lager und der anarchistischen Strömung um Michail Bakunin (1814–1876), der sich für das Mittel des Generalstreiks im Arbeitskampf ausgesprochen hatte. Um die Jahrhundertwende entbrannte ein Streit um den Generalstreik zwischen radikalen Bewegungen und gemäßigten sozialdemokratischen Strömungen. Dies führte zur Massenstreikdebatte in Deutschland, die 1906 mit dem Mannheimer Abkommen und einer Absage an den Generalstreik ein vorläufiges Ende fand.
Für die Anarcho-Syndikalisten blieb der Generalstreik, im Gegensatz zu Sozialdemokraten und Kommunisten, eine zentrale Strategie: „Der Generalstreik als wirkungsmächtigster Ausdruck 'direkter Aktion' ist der Beginn der sozialen Revolution, anderen Ende die Menschen als Produzenten und als Konsumenten in einer klassenlosen, nach föderalistischen Grundsätzen aufgebauten Gesellschaft leben sollen“, schreibt Helge Döhring in seiner Einführung zum Anarcho-Syndikalismus.

## Generalstreiks vor 1900 (Auswahl)

### Belgien
In der belgischen Wahlrechtsbewegung wurde die Generalstreiksidee seit den späten 1860er-Jahren diskutiert. 1893 kam es nach vorangegangenen politischen Kämpfen zu einem acht Tage währenden Generalstreik von ca. 250.000 Arbeitern für das allgemeine Stimmrecht, der dazu führte, dass das Wahlrecht revidiert wurde. Gab es zuvor 136.000 Wähler, waren nun 1.400.000 Menschen wahlberechtigt. Um das allgemeine Wahlrecht durchzusetzen, folgten in den kommenden Jahren weitere Massenstreiks, die jedoch nicht das erhoffte Ziel erreichten. Mit dem Scheitern des Streiks von 1902, an dem sich bis zu 350.000 Arbeiter beteiligt hatten, wendete man sich in der belgischen Sozialdemokratie verstärkt dem Ausbau des Gewerkschaftswesens zu, während der Kongress von 1903 den „Generalstrike“ weiterhin „für das vornehmste Mittel zur Erreichung des allgemeinen Wahlrechts“ hielt.

### USA
Im Oktober 1884 verabschiedete die Federation of Organized Trades and Labor Unions (FOTLU) eine Resolution mit der Zielmarke, nach dem 1. Mai 1886 solle der Achtstundentag gelten. Im Dezember 1885 wurde als Methode hierfür der Generalstreik erwogen. Die gemäßigten Knights of Labor sprachen sich dagegen aus, die Anarchisten sahen die Forderung nach einem Achtstundentag lediglich als Kompromiss. Dennoch hatte die Idee eines Generalstreiks in der Arbeiterschaft begeisterte Anhänger gefunden. So beteiligten sich am 1. Mai 1886 und in den folgenden Tagen trotz Gegenmaßnahmen der Knights of Labor landesweit zwischen 300.000 und 500.000 Menschen am Streik. Beim größten Streik in Chicago kam es am 3. Mai zu gewaltsamen Auseinandersetzungen zwischen Polizei und Demonstrierenden. Diese Ereignisse und die anschließenden Gerichtsprozesse gegen führende Anarchisten wurden in Folge als Haymarket Riot (bzw. Haymarket Affair oder Haymarket Massacre) bezeichnet und begründeten den Ersten Mai als Kampftag der Arbeiterklasse.
Die Wirtschaftskrise von 1893 in den USA führte 1894 u. a. zu einem Streik der Arbeiter der Pullman-Werke in Chicago. Die erst ein Jahr zuvor gegründete Gewerkschaft der American Railway Union (ARU) unter Führung von Eugene Debs (1855–1926) unterstützte den Streik und rief beim Kongress vom 12. Juni zu einem landesweiten Boykott auf: „Der Boykott wurde vom Atlantik bis an den Pazifik befolgt und erreichte fast die Form eines Generalstreiks. Am 29. Juni stellt die New York Times fest, daß der Streik 'die Ausmaße der größten Schlacht zwischen Arbeit und Kapital angenommen hat, die jemals in den Vereinigten Staaten stattgefunden hat.'“ Dass letztendlich kein Generalstreik ausgerufen wurde, war die Folge interner Richtungskämpfe und massiver Gegenwehr des Eisenbahnkartells (General Managers' Association), dem es gelang, die „Regierung der Vereinigten Staaten in die Auseinandersetzung hineinzuziehen“. Es kam zum Einsatz des Militärs und Debs sowie weitere Führer der ARU wurden verhaftet, weshalb die Streikbewegung im Juli gebrochen war. Der Journalist Marco d’Eramo (* 1947) resümiert: „[S]eit dem Streik bei Pullman war die Idee eines Generalstreiks in Amerika gestorben. Mit brutaler Deutlichkeit hatte die Bundesregierung ihre Parteilichkeit und Bereitschaft gezeigt, Gesetze zu beugen und zu brechen, um das Entstehen einer starken Arbeiterbewegung in den USA zu verhindern.“

## Generalstreiks im 20. Jahrhundert (Auswahl)

### Deutsches Reich 1905

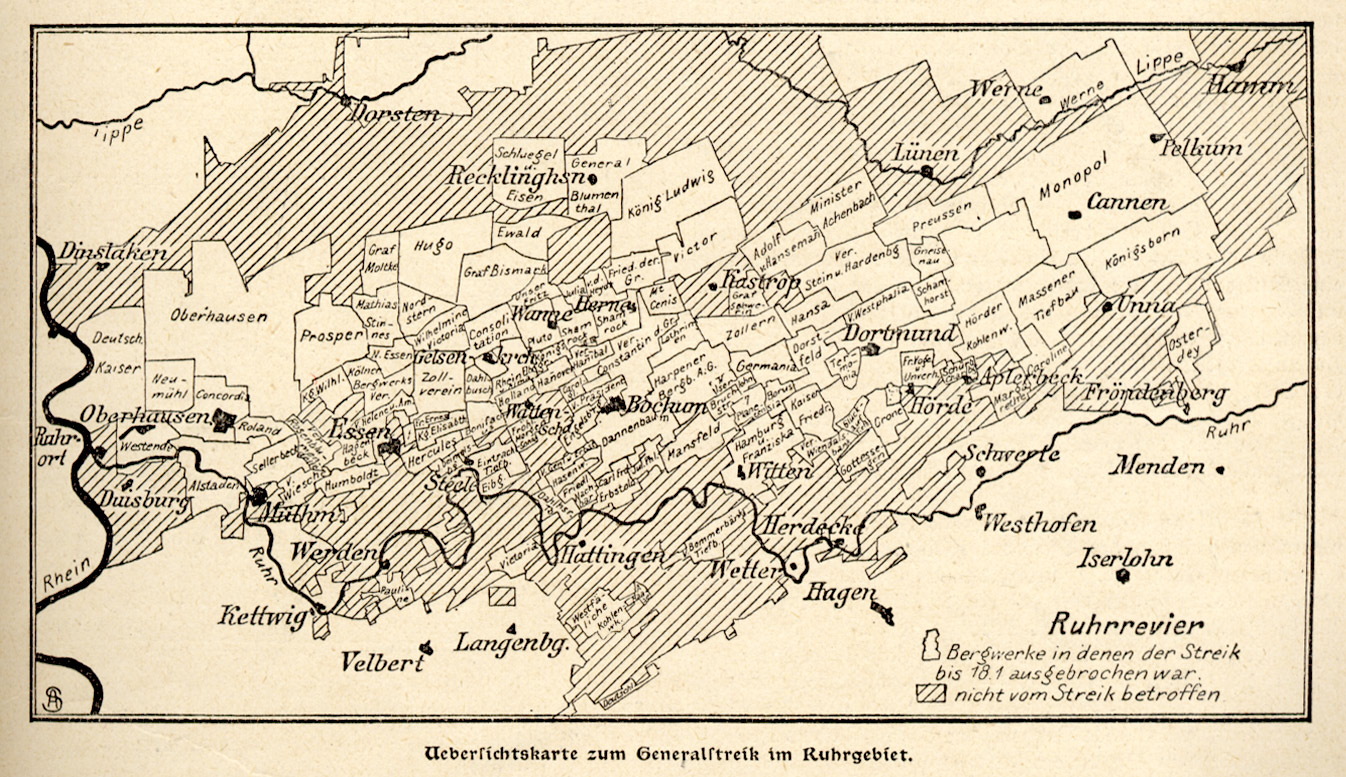
Karte zum Generalstreik der Bergarbeiter des Ruhrgebiets 1905 (Die Woche, 3/1905)

Die deutschen Gewerkschaften nannten den Streik der Bergarbeiter des Ruhrgebiets im Januar 1905 wegen seiner Größe und seiner erheblichen Auswirkungen auf die Güterproduktion im ganzen Land einen „Generalstreik“.

### Schweiz 1918
Der Landesstreik war ein Generalstreik, der vom 11. bis zum 14. November 1918 in der Schweiz stattfand. Es beteiligten sich etwa 250'000 Arbeiter und Gewerkschafter. Der Landesstreik wurde von den Gerichten als nicht mit dem Grundrecht der Versammlungsfreiheit vereinbar eingestuft und als Landfriedensbruch bewertet, was mit Gefängnisstrafen für die Streikführer endete.

### Deutsches Reich 1918–21
Am 9. November 1918 wird in Berlin der Generalstreik ausgerufen. Noch am gleichen Tag dankt der Kaiser ab. Der Sozialdemokrat Philipp Scheidemann ruft vor dem Reichstag:

„Arbeiter und Soldaten! Seid euch der geschichtlichen Bedeutung dieses Tages bewusst. (…) Nichts darf geschehen, was der Arbeiterbewegung zur Unehre gereicht! Seid einig, treu und pflichtbewusst! (…) Es lebe die deutsche Republik!“

Zum Beginn der Weimarer Republik vom Februar bis April 1919 kam es in zahlreichen deutschen Städten zu regionalen Generalstreiks, besonders im Ruhrgebiet, in Mitteldeutschland um Halle und Merseburg, in Oberschlesien sowie in Berlin. Allein in der Hauptstadt traten rund eine Million Beschäftigte in den Ausstand und forderten eine Anerkennung der Räte in der neuen Verfassung sowie weitere Maßnahmen wie eine Sozialisierung der Wirtschaft und eine Militärreform.
Aufgrund der Versailler Verträge kam es im März des Jahres 1920, ausgelöst durch Nationalkonservative und vor allem Teile des Offizierkorps der Reichswehr zu einem Militärputsch. Als Reaktion darauf rief Carl Legien, der Vorsitzende des Allgemeinen Deutschen Gewerkschaftsbundes (ADGB) alle in Berlin erreichbaren Funktionäre in das Gewerkschaftshaus am Engelufer. Mit dabei war auch die Arbeitsgemeinschaft freier Angestelltenverbände (AfA) mit ihrem Vorsitzenden Siegfried Aufhäuser. Die Gewerkschafter beschlossen einen Generalstreik als Reaktion auf den Kapp-Putsch. Die Arbeitsniederlegungen begannen am 15. März 1920 und waren die größten in der deutschen Geschichte. Über 12 Millionen Menschen beteiligten sich am Ruhraufstand. Mit dem größten Generalstreik in der deutschen Geschichte beendeten ADGB, AfA-Bund, christliche Gewerkschaften und der Beamtenbund innerhalb von fünf Tagen den rechten Umsturzversuch.
Auch im Rahmen des Mitteldeutschen Aufstands im März 1921 wurde von linken Kräften zum Generalstreik aufgerufen (KPD und USPD). Dem Aufruf wurde zumindest in der Lausitz, in Teilen des Ruhrgebiets und Thüringen sowie in Hamburg gefolgt.

### Spanien 1919
Der Vaga de la Canadenca in Katalonien begann als Solidaritätsstreik von Arbeitern des Energieunternehmens Riegos y fuerzas del Ebro gegen Entlassungen und Lohnsenkungen. Er weiterte sich unterstützt durch die anarchosyndikalistische Konföderation der Gewerkschaften Confederación Nacional del Trabajo auf weitere Branchen aus, sodass rund 70 % der kataloanischen Infrastruktur zeitweise lahmgelegt war. Mitte März einigten sich die Konfliktparteien u. a. auf die Anerkennung der Gewerkschaften, allgemeine Lohnerhöhungen und die Einführung des Achtstundentags, sodass am 20. März, nach 44 Tagen, der Streik beendet war.

### Großbritannien 1926
Am 4. Mai befinden sich mehr als anderthalb Millionen Arbeiter im Generalstreik. Aufgerufen zu dem Sympathiestreik mit den Bergarbeitern, die länger arbeiten und weniger Geld erhalten sollten, hatte der gewerkschaftliche Dachverband Trades Union Congress (TUC). Der Regierung geht hart gegen die Streikenden vor. Da sich Freiwillige melden, die beispielsweise Busse fahren und so die Infrastruktur aufrechterhalten, verliert der Streik zusehends an Kraft. Am 12. Mai erklärt die TUC den Streik für beendet, ohne etwas erreicht zu haben. Ein Jahr später verbietet der Trades Disputes Act jegliche Art von Sympathiestreiks in Großbritannien. In der Literatur wurde der Streik und sein Einfluss auf Politik und Kunst breit rezipiert.

### Deutsches Reich – Mössinger Generalstreik 1933
Die als Mössinger Generalstreik bezeichnete Aktion der Arbeiterschaft des von der Textilindustrie geprägten württembergischen Industriedorfes Mössingen gilt als der deutschlandweit einzige Versuch, die Machtübernahme Adolf Hitlers am ersten Tag nach dessen Ernennung zum Reichskanzler (30. Januar 1933) durch einen Generalstreik zu vereiteln.
Im März 1937 wurde von den damaligen Machthabern ein Generalstreik befürchtet, zu dem angeblich die Komintern aufgerufen hatte und der durch „Zuhausebleiben“ der Arbeiterschaft erfolgen sollte. Gestapo-Chef Heinrich Müller leitete umfangreiche Ermittlungen ein, die erst 1938 eingestellt wurden, als sich herausstellte, dass man einem Gerücht aufgesessen war.

### Niederlande 1941
Die Demonstrationen vom 25. Februar 1941 und Folgetag in Amsterdam weiteten sich zum Generalstreik aus und gingen als „Februarstreik“ in die niederländische Geschichte ein. Der deutsche Militärbefehlshaber verhängte den Ausnahmezustand über Nordholland. Es kam zum Schusswaffengebrauch und es gab 40 Verletzte und neun Tote. Am Abend des 26. Februars war der Generalstreik gewaltsam beendet.

### Luxemburg 1942
In Luxemburg kam es am 31. August 1942 zu einem sogenannten Generalstreik gegen die deutsche Besatzungsmacht. Der Grund hierfür war die Zwangsrekrutierung junger Luxemburger in die Wehrmacht.
Am 30. August 1942 hatte der Chef der Zivilverwaltung in Luxemburg, Gustav Simon, den obligatorischen Militärdienst für fünf Luxemburger Jahrgänge verkündet. Daraufhin brach eine Protestwelle aus, die verschiedene Formen annahm (Verweigerung des Hitlergrußes, Austritt aus der Volksdeutschen Bewegung). In den darauffolgenden Tagen brach in einigen Teilen Luxemburgs ein Streik aus. Bis heute ist die Frage umstritten, ob es sich um einen von den Widerstandsbewegungen organisierten Streik handelte oder um spontane Aktionen der Bevölkerung.
Bei der brutalen Niederschlagung wurde ein Exempel statuiert. 21 teilweise willkürlich ausgewählte Streikende wurden verhaftet, kamen vor das Standgericht und wurden am darauffolgenden Tag in der Nähe des SS-Sonderlagers Hinzert erschossen.

### Deutschland Bizone – der Generalstreik von 1948

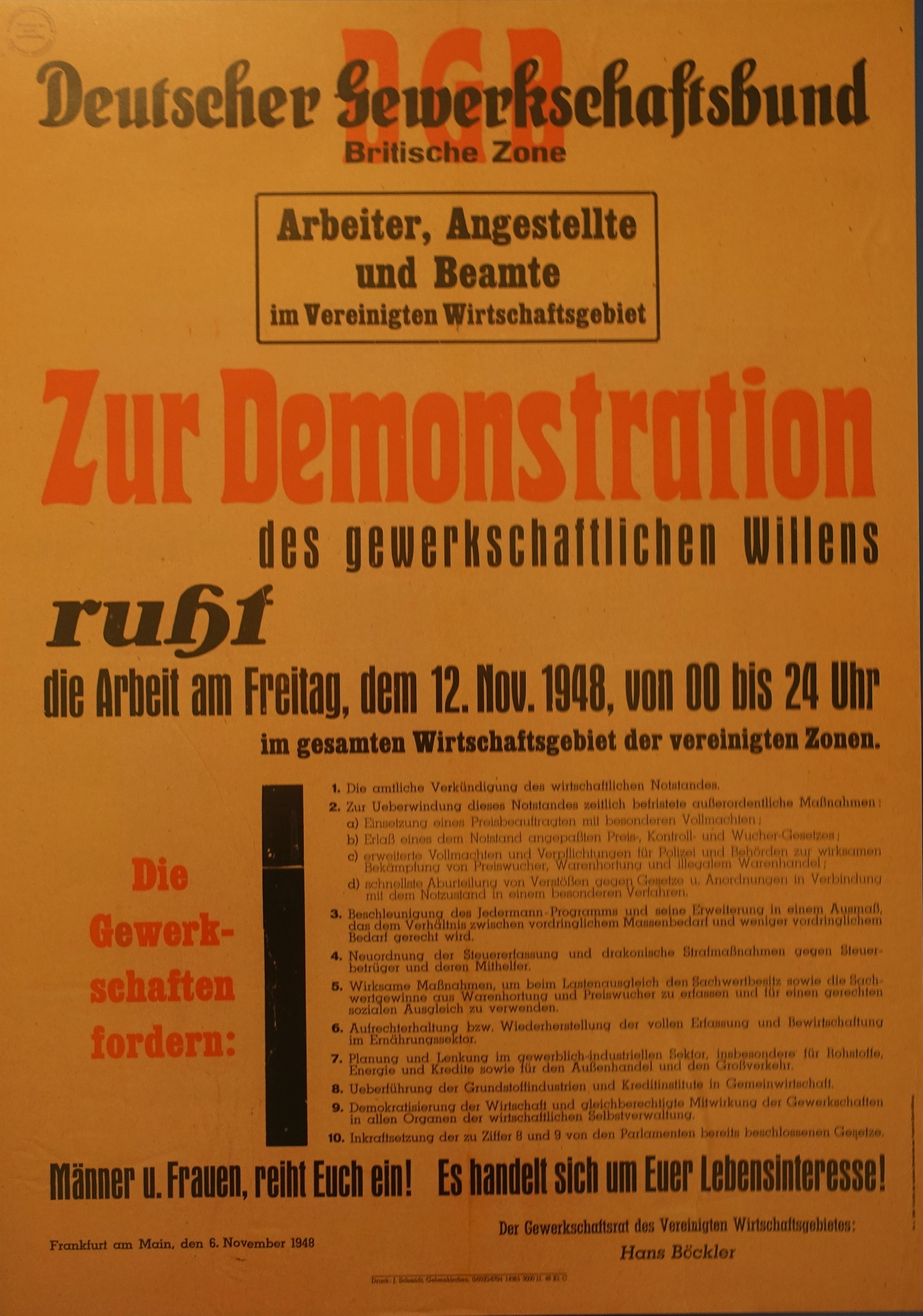
Plakat des Deutschen Gewerkschaftsbundes (DGB) zum Streik am 12. November 1948

Nach dem Zweiten Weltkrieg stieg im Zuge der Wirtschafts- und Währungsreform vom 20. Juni 1948 die Nachfrage in der Bizone so stark an, dass auch eine erhebliche Ausweitung des Angebots mit dieser Entwicklung nicht Schritt halten konnte. Die damit ausgelösten massiven Preiserhöhungen erreichten bis zu 200 %, bei einzelnen Lebensmitteln wie Eiern bis zu 2000 %. Diese Preissteigerungen führten zu einer stark gesunkenen Lohnquote, sorgten in der Bevölkerung für große Unruhe, und es kam vermehrt zu Schlachten auf den Wochenmärkten. So kam es nach verschiedenen Gewerkschaftsaufrufen im Jahr 1948 fortlaufend zu mehreren großen Demonstrationen in vielen Städten der Bizone Deutschlands. Erste Planungen für einen Generalstreik begannen am 26. Oktober 1948. Bundesvorstand und Bundesbeirat des DGB verständigten sich an diesem Tag aufgrund der Preisentwicklung, die von DGB und den Gewerkschaften „als Folge der Politik des Wirtschaftsrates in Frankfurt“ angesehen wurde, auf ein koordiniertes Vorgehen, „dass dem Missverhältnis zwischen Löhnen und Preisen ein Ende gemacht werden muss“. Deshalb wurden „energische Maßnahmen“ anvisiert und ein Generalstreik kam zur Vorbereitung. Am 28. Oktober 1948 wurden zwischenzeitlich Streiks und Proteste für Preisregulierung, Lohnerhöhung und Mitbestimmung in Stuttgart durchgeführt. Im Anschluss daran kam es zu schweren Unruhen. Da die Polizei nicht Herr der Lage wurde, setzte die hinzugezogene US-Militärpolizei Tränengas und Panzer ein. Diese Ereignisse gingen als die sogenannten „Stuttgarter Vorfälle“ (Stuttgarter Tumult) in die Geschichte ein. Der eigentliche Generalstreik fand am 12. November 1948 daher nur unter großen Auflagen der Besatzungsmächte statt. Man wollte eine Wiederholung der „Stuttgarter Vorfälle“ vermeiden. Der Protest formierte sich gegen die Politik Ludwig Erhards. Bis zu 9,25 Mio. Teilnehmende, die in den Ausstand getreten sind, sind belegt. Die Bizone hatte damals 11,7 Mio. Beschäftigte. Die Streikbeteiligung lag damit bei ca. 79 %. Konrad Adenauer, Vorsitzender der CDU, forderte kurze Zeit nach dem Streik Ludwig Erhard in einem Telegramm auf, mit allen „zur Verfügung stehenden Mitteln gegen unbegründete Preissteigerungen“ vorzugehen und die „Angleichung zurückgebliebener Löhne und Bezüge an das Preisniveau zu beschleunigen“. Die Auswirkungen der Währungsreform inklusive der Benennung des Generalstreiks sind, wenn auch in einer sehr abgeschwächten Formulierung, auch auf der Internetpräsenz der Deutschen Bundesbank zu finden.
In der in diesem Artikel benannten Fachliteratur belegen neben den Forschungen des Wirtschaftshistorikers Jörg Roesler auch die Ergebnisse des Historikers Uwe Fuhrman, dass der Generalstreik und dessen Vorläufer, sowie der Gewerkschaftsbund, als auch Erik Nölting (SPD) gemeinsam als wirtschaftspolitische Gegenspieler Ludwig Erhard und die CDU fortlaufend unter Druck setzten. Dieser anhaltende Druck leitete die initiale Phase zur Entstehung der Sozialen Marktwirtschaft in Deutschland ein und die von Ludwig Erhard, CDU und FDP implantierte reine Freie Marktwirtschaft wurde damit abgelöst. Der Zeithistoriker Daniel Koerfer ist wissenschaftlicher Kurator der Dauerausstellung des Ludwig Erhard Zentrums (LEZ) in Fürth und veröffentlichte 2018 auf der Website des LEZ seinen Artikel „Vor 70 Jahren: Generalstreik gegen Ludwig Erhard und die Einführung der Marktwirtschaft“. Neben Fotos zum Generalstreik 1948 in Fürth und der Abbildung des Plakats des DGB zum Streikaufruf, schreibt er über Ludwig Erhards „sehr harten marktwirtschaftlichen Kurs“ und die daraus resultierende „dramatische November-Krise 1948“.

### DDR 1953
Der Aufstand vom 17. Juni 1953 war eine Protest- und Streikbewegung gegen die Erhöhung der Arbeitsnormen in der Planwirtschaft der DDR um 10 %, die bereits zwei Tage zuvor einsetzte. Es ergab sich aber nicht die Chance, systematisch alle Betriebe zum Streik aufzurufen. Dennoch gab es am Tag des nicht von Gewerkschaftern, sondern von den Arbeitern ausgerufenen Generalstreiktag 17. Juni landesweit Demonstrationen und Streiks in 700 Städten und Gemeinden, bis zur Niederschlagung durch die sowjetische Besatzungsmacht.
Die Bundeszentrale für politische Bildung benennt auf ihrer Webseite 55 belegte Todesfälle und Hinrichtungen:
- 34 Demonstranten, Passanten und Zuschauer wurden am 17. Juni und den Tagen danach (bis zum 23. Juni) von Volkspolizisten und sowjetischen Soldaten erschossen bzw. starben an den Folgen der ihnen zugefügten Schussverletzungen
- 5 Männer wurden von Instanzen der sowjetischen Besatzungstruppen in Deutschland zum Tode verurteilt und hingerichtet
- 2 Todesurteile wurden von DDR-Gerichten verhängt, die auch vollstreckt wurden
- 4 Personen starben in Folge menschenunwürdiger Haftbedingungen
- 4 in Zusammenhang mit dem Juni-Aufstand Festgenommene begingen in der (Untersuchungs-)Haft Suizid, wobei zumindest in zwei Fällen Fremdeinwirkung nicht auszuschließen ist
- 1 Demonstrant verstarb beim Sturm auf ein Volkspolizei-Revier an Herzversagen
- 5 Angehörige der DDR-Sicherheitsorgane wurden getötet: zwei Volkspolizisten und ein MfS-Mitarbeiter wurden bei der Verteidigung eines Gefängnisses von Unbekannten erschossen, ein Mitarbeiter des Betriebsschutzes von einer wütenden Menge erschlagen und ein weiterer Volkspolizist versehentlich von sowjetischen Soldaten erschossen

Die Bundeszentrale für politische Bildung berichtet zu weiteren 25 vermeintlichen oder ungeklärten Todesfällen, dass davon 7 Personen nachweislich nicht im Zusammenhang mit dem Volksaufstand ums Leben kamen. In den restlichen 18 Fällen ist die Beweislage unklar.

### Frankreich 1968
Der größte Generalstreik der neueren europäischen Geschichte – der erste wilde Generalstreik überhaupt – waren die Mai-Unruhen 1968 in Frankreich. Auslöser waren kleinere Streiks aufgrund der leicht angestiegenen Arbeitslosigkeit und ein Konflikt zwischen Studierenden und der Leitung der Universität im Pariser Vorort Nanterre Ende März. Nachdem die literarische Fakultät aufgrund anhaltender Proteste geschlossen wurde, besetzten Studierende am 3. Mai die Sorbonne. Nach einer gewaltsamen Räumung durch die Polizei kam es zu weiteren Demonstrationen der Studierenden und Straßenschlachten mit der Polizei. Laut einer Umfrage unterstützten 80 % der Pariser Bevölkerung die Proteste. Die größten Gewerkschaften riefen für den 13. Mai zu einem eintägigen Generalstreik auf. Die Streikbewegung ging jedoch über diesen Tag hinaus und breitete sich als mehrtägiger wilder Generalstreik über ganz Frankreich aus. Am 24. Mai streikten neun bis zehn Millionen Menschen. Mit der Unterzeichnung der Accords de Grenelle (Abkommen von Grenelle) zwischen Regierung, Gewerkschaften und Arbeitgebern ebbte die Streikwelle allmählich ab.

## Generalstreiks im 21. Jahrhundert (Auswahl)

### Frankreich 2006
Am 28. März 2006 fand in Frankreich ein Generalstreik gegen die Arbeitsmarktreform von Ministerpräsident Dominique de Villepin statt, bei der der Contrat première embauche („Vertrag zur Ersteinstellung“) von Jugendlichen bis 26 Jahren gelockert bzw. aufgehoben werden sollte. Der Kündigungsschutz sollte für die ersten beiden Jahre der Anstellung aufgehoben werden. Nach Angaben der Regierung sollte dies zur Verringerung der Jugendarbeitslosigkeit führen. Die Streikenden befürchteten entgegengesetzte Ergebnisse, weil Kündigungen ohne Frist und ohne Angabe von Gründen möglich seien. An dem Streik nahmen Angehörige vieler sozialer Schichten teil, einschließlich vieler Studenten, da zum Beispiel auch Hochschulabsolventen von der Lockerung des Kündigungsschutzes betroffen gewesen wären.

### Französische Übersee-Départements 2009
2009 kam es in den französischen Übersee-Départements Guadeloupe, Martinique und La Réunion zu wochenlangen Generalstreiks, die von schweren Unruhen begleitet wurden.

### Indien 2019
Am 8. und 9. Januar 2019 kam es in Indien zu dem bisher weltweit größten Generalstreik in der Geschichte der Menschheit. Schätzungen zur Folge haben 200 Millionen Menschen an diesem Streik, zu dem zehn Gewerkschaftsverbände aufgerufen haben, teilgenommen. Die Demonstranten protestierten gegen ein neues Arbeits- und Streikgesetz der Modi-Regierung, welches gewerkschaftliche Rechte deutlich erschweren und Generalstreiks abschwächen soll, für höhere Löhne und gegen das nicht eingehaltene Versprechen der Regierung, einen landesweiten Mindestlohn einzuführen.

### Earth Strike 2019
→ Hauptartikel: Earth Strike
Am 27. September 2019 fand der sogenannte Earth Strike statt. Die Idee eines Generalstreiks entwickelte sich als Graswurzelbewegung im November 2018 auf Reddit unter dem Slogan „General Strike to Save the Planet“. Mehrere Prominente und Organisationen unterstützten den Aufruf. Auf der Homepage zitierten die Initiatoren eine Generalstreiks-Definition der Industrial Workers of the World (IWW). Mehrere Millionen Menschen nahmen weltweit an dem Streik teil. Die deutschen Gewerkschaften unterstützten die Initiative, aber sie riefen aufgrund der geltenden Rechtslage nicht offiziell zum Generalstreik auf. Verschiedentlich wurde darüber gestritten, ob diese Form des Streiks als Generalstreik bezeichnet werden kann.

### Frankreich 2019
Am 5. Dezember 2019 hat gegen die geplante Rentenreform der französischen Regierung ein Generalstreik eingesetzt. Dabei wurde der öffentliche Verkehr massiv eingeschränkt. Der Streik soll über die Feiertage fortgesetzt werden.

### Belarus 2020
Während der Proteste in Belarus 2020 rief die Bürgerrechtlerin Swjatlana Zichanouskaja zum „Streik des Volkes“ am 26. Oktober auf. Ziel war der Rücktritt von Alexander Lukaschenko, ein Ende der Polizeigewalt gegen Demonstrierende und Befreiung der politischen Gefangenen. Im Fokus standen dabei besonders die Arbeiter in den Staatsbetrieben, die 60 bis 70 Prozent der Wirtschaft des Landes ausmachen. Dem Aufruf folgten mehrere Tausend Arbeiter, Lehrer, Studenten und Rentner, die Polizei griff ein und nahm mehr als 340 Menschen fest, aber die kritische Infrastruktur des Landes blieb intakt.